# 野口淳吉
野口 淳吉（のぐち じゅんきち、1880年（明治13年）11月14日 - 1919年（大正8年）9月5日）は、明治から大正にかけての内務官僚。
従兄は実業家の野口遵。義妹（弟の妻）は女性運動家の堀田くに。甥は作家の堀田善衛。大甥は経済学者の堀田一善。

## 経歴
富山県士族野口忠五郎の次男として生まれる。旧制第四高等学校を経て、1906年に東京帝国大学法科大学を卒業し、翌年11月高等文官試験に合格。12月16日栃木県警視に任じられ、1908年2月に福井県事務官に転じたのち、1910年7月14日秋田県事務官・秋田県警察部長、北海道庁事務官・北海道庁拓殖部長、1913年6月13日新潟県警察部長、1914年6月9日山口県内務部長に任じられた。警視庁警務部長を務めたのち、1919年8月20日から朝鮮総督府警務局長を務めたが、在任中の1919年9月5日に死去した。